# Otis L. Bridges
Otis L. Bridges (* 21. Februar 1798 in Charlotte, Maine; † 1870 in Stockton, Kalifornien) war ein US-amerikanischer Anwalt und Politiker, außerdem von 1842 bis 1843 Maine Attorney General.

## Leben
Otis Livingston Bridges wurde in Charlotte, Maine geboren. Er besuchte das Bowdoin College, welches er im Jahr 1822 abschloss. Anschließend arbeitete er als Lehrer und studierte Rechtswissenschaften. Nachdem er seine Zulassung als Anwalt erhalten hatte, zog er nach Calais und eröffnete dort eine Kanzlei. Damit war er der erste Anwalt in Calais.
Später war er auch Friedensrichter von Calais. Als Mitglied der Demokratischen Partei war Bridges von 1842 bis 1843 war er Maine Attorney General.
Bridges zog später nach Worcester, Massachusetts, dann im Jahr 1857 weiter nach Stockton, Kalifornien. Dort war er ebenfalls als Anwalt tätig. Otis L. Bridges war verheiratet und hatte zwei Töchter. Er starb im Jahr 1870.